# Station Hennung
Station Hennung is een halte in Hennung in de gemeente Gran in fylke Innlandet in Noorwegen. De halte dateert uit 1923 en is een ontwerp van Bjarne Baastad en Gudmund Hoel.  Sinds 2006 stoppen er geen treinen meer bij de halte.